# Black Oak Arkansas (album)
Albums de Black Oak Arkansas
Keep the Faith
(1972)
Singles
1. Uncle Lijiah
Sortie : 1971
2. Lord have Mercy On My Soul
Sortie : 1971
3. Hot and Nasty
Sortie : 1971

Black Oak Arkansas est le 1er album de Black Oak Arkansas, sorti en 1971 chez Atco, une filiale d'Atlantic Records et a été produit par Lee Dorman et Mike Pinera, membres du groupe Iron Butterfly.

## Historique
Cet album fut enregistré fin 1970 - début 1971 dans les studios Paramount d'Hollywood à l'exception ce la chanson Memories At The Window qui fut enregistrée dans les studios Gold Star Recordings, également situés à Hollywood.
Il comprend notamment Hot & Nasty, une des chansons culte du groupe. L'album est encore très influencé par la musique country (Uncle Lijiah, The Hills of Arkansas) et un certain mysticisme quasi religieux (le sermon de
Lord Have Mercy On My Soul).
L'album  se classa à la 127e place du Billboard 200 et sera certifié disque d'or (+ de 500 000 albums vendus) le 8 octobre 1974 aux États-Unis.

## Liste des titres
Toutes les chansons ont été composées par le groupe sauf "Singing The Blues", signée par Melvin Endsley.
| 1. | Uncle Lijiah           | 3:17 |
| 2. | Memories At The Window | 3:05 |
| 3. | The Hills Of Arkansas  | 3:45 |
| 4. | I Could Love You       | 6:10 |

| 5. | Hot & Nasty                       | 2:55 |
| 6. | Singing The Blues                 | 2:17 |
| 7. | Lord Have Mercy On My Soul        | 6:15 |
| 8. | When Electricity Came To Arkansas | 4:26 |

## Musiciens du groupe
- Jim Dandy Mangrum: chant, planche à laver.
- Rickie "Ricochet" Reynolds: guitare rythmique 12 cordes, chœurs.
- Pat "Dirty" Daugherty: guitare basse, chœurs.
- Harvey "Burley" Jett: guitare solo, banjo, piano, chœurs.
- Stanley "Goober" Knight: guitare solo, steel guitare, orgue, chœurs.
- Wayne "Squeezbox" Evans: batterie, percussions.

## Charts et certifications
| Pays       | Durée du classement | Meilleur classement |
| ---------- | ------------------- | ------------------- |
| États-Unis | 12 semaines         | 127e                |

| Pays       | Certification | Ventes    | Date       |
| ---------- | ------------- | --------- | ---------- |
| États-Unis | Or            | 500 000 + | 08/10/1974 |